# Barbara Jatta

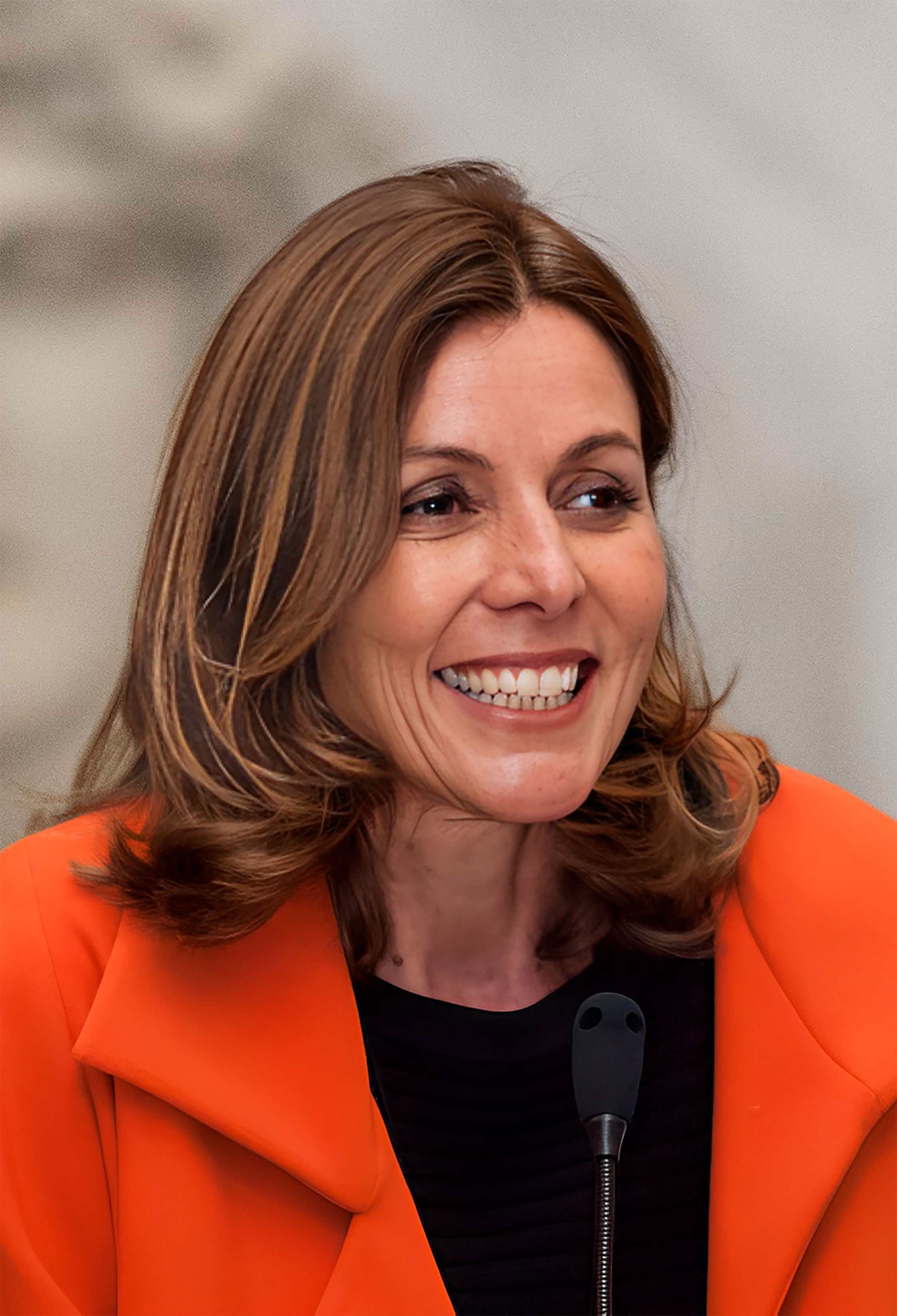
Barbara Jatta (2018)

Barbara Jatta (* 6. Oktober 1962 in Rom) ist eine italienische Kunsthistorikerin und seit dem 1. Januar 2017 Direktorin der Vatikanischen Museen.

## Leben
Barbara Jatta absolvierte an der Universität Rom zunächst ein Studium der Kunstgeschichte, das sie 1986 mit einer Arbeit zur Geschichte der Grafik abschloss. Ein Jahr darauf erwarb sie ein weiteres Diplom in Archivkunde, Paläografie und Diplomatik. Sie absolvierte verschiedene Praktika in England, Portugal und den Vereinigten Staaten. 1991 wurde sie im Fach Kunstgeschichte promoviert.
Von 1981 bis 1996 war sie für das Istituto nazionale per la grafica in Rom als Konservatorin und in der Katalogisierung tätig. Seit 1994 unterrichtet sie das Fachgebiet Technikgeschichte und Kunstgeschichte der Grafik (Storia delle tecniche e delle arti grafiche) an der Università degli Studi Suor Orsola Benincasa in Neapel. 2005 wurde sie Mitglied des Gruppo dei Romanisti.
Von 1996 bis 2016 leitete sie das Kabinett für Drucke in den Vatikanischen Museen. 2010 wurde sie von Papst Benedikt XVI. zur Kuratorin der Drucke in der Vatikanbibliothek ernannt. Sie kuratierte zahlreiche Ausstellungen und gehört den Kommissionen für die Erwerbungen und für die Ausstellungen der Vatikanische Bibliothek und der Vatikanischen Museen an. Seit Sommer 2016 war sie Vizedirektorin der Vatikanischen Museen; im Dezember 2016 bestimmte Papst Franziskus sie zur Nachfolgerin des bisherigen Direktors Antonio Paolucci, der seit 2007 das Amt innehatte.
Am 18. Februar 2023 ernannte sie Papst Franziskus zur Konsultorin des Dikasteriums für die Kultur und die Bildung.
Barbara Jatta ist verheiratet mit dem Kinderarzt und Hochschullehrer Fabio Midulla und Mutter von drei Kindern.

## Schriften

### Monographien
- mit Joseph Connors: Vedute romane di Lievin Cruyl. Paesaggio urbano sotto Alessandro VII. Accademia Americana in Roma, Rom 1989.
- Lievin Cruyl e la sua opera grafica. Un artista fiammingo nell’Italia del seicento. Institut Historique Belge de Rome, Brüssel 1992, ISBN 90-74461-03-4.
- Francesco Bartolozzi. Incisore delle Grazie. Artemide, Rom 1995, ISBN 88-86291-03-5 (Katalog zur Ausstellung in der Villa Farnesina, Rom, vom 27. Oktober bis zum 17. Dezember 1995).
- Piranesi e l’Aventino. Electa, Mailand 1998, ISBN 88-435-6664-4 (Katalog zur Ausstellung in der Kirche Santa Maria del Priorato, Rom, vom 16. September bis zum 8. Dezember 1998).
- Forma Vrbis Romae. Pianta monumentale di Roma per il grande giubileo dell’anno duemila. Biblioteca Apostolica Vaticana, Città del Vaticano 2000.
- Incisioni del ’700 in Italia nella raccolta d’arte Pagliara dell’Istituto Suor Orsola Benincasa. Istituto Suor Orsola Benincasa, Neapel 2002 (Katalog zur Ausstellung im Istituto Suor Orsola Benincasa, Neapel, 2002).
- Piante e vedute della basilica di San Pietro in Vaticano (= Studi e documenti per la storia del Palazzo Apostolico Vaticano). Biblioteca Apostolica Vaticana, Città del Vaticano 2006, ISBN 88-210-0806-1.
- Civitas Vaticana. La nuova pianta della Città del Vaticano. Biblioteca Apostolica Vaticana, Città del Vaticano 2007.
- 1929–2009. Ottanta anni dello Stato della Città del Vaticano (= Studi e documenti per la storia del Palazzo Apostolico Vaticano). Biblioteca Apostolica Vaticana, Città del Vaticano 2009, ISBN 978-88-210-0851-1 (Katalog zur Ausstellung im Braccio di Carlo Magno, Petersplatz, Vatikan, vom 11. Februar bis zum 10. Mai 2009).
- Conoscere la Biblioteca Vaticana. Biblioteca Apostolica Vaticana, Città del Vaticano 2010, ISBN 978-88-210-0872-6 (mit Ambrogio M. Piazzoni).
- Basilica Sancti Petri. Vedute (= Studi e documenti per la storia del Palazzo Apostolico Vaticano). Biblioteca Apostolica Vaticana, Città del Vaticano 2014, ISBN 978-88-210-0921-1.

### Katalogbeiträge und Aufsätze
- Nota tecnica sui calchi del mosaico absidale di San Giovanni in Laterano. In: Maria Andaloro u. a. (Hrsg.): Fragmenta picta. Affreschi e mosaici staccati del Medioevo romano. Argos, Rom 1989, ISBN 88-85897-07-X (Katalog zur Ausstellung in der Engelsburg, Rom, vom 15. Dezember 1989 bis zum 18. Februar 1990), S. 243–244 (mit Chiara Fornaciari).
- Drawings by Francesco Bartolozzi in Lisbon. In: Master drawings, ISSN 0025-5025, Jg. 32 (1994), Heft 2, S. 99–128.
- Gemälde und Ölskizzen / Zeichnungen / Radierungen / Stiche nach Angelika Kauffmann. In: Oscar Sandner (Hrsg.): Angelika Kauffmann und Rom. De Luca Editori d’Arte, Rom 1998, ISBN 88-8016-285-3, S. 79–223 (Katalog zur Ausstellung in der Accademia Nazionale di San Luca, Rom, vom 11. September bis zum 7. November 1998).
- Forma urbis Romae. La pianta monumentale di Roma per il grande giubileo dell'anno duemila. In: Mario Gori Sassoli (Hrsg.): Roma veduta. Disegni e stampe panoramiche della cittá dal XV al XIX secolo. Artemide, Rom 2000, ISBN 88-86291-54-X, S. 257–263 (Katalog zur Ausstellung im Palazzo Poli, Rom, vom 30. September 2000 bis zum 28. Januar 2001).
- Il fondo matrici del Gabinetto delle Stampe della Biblioteca Apostolica Vaticana. Interventi di ristauro e conservazione. In: Miscellanea Bibliothecae Apostolicae Vaticanae, Jg. 11 (2004), S. 471–537.
- Le incisioni di Richard Cooper nella collezione Ashby della Biblioteca Apostolica Vaticana. In: Grafica d’arte ISSN 1122-6382, Jg. 15 (2004), Nr. 58, S. 3–8.
- Quattro matrici di Giuseppe Vasi alla Biblioteca Apostolica Vaticana. In: Miscellanea Bibliothecae Apostolicae Vaticanae, Jg. 12 (2005), S. 251–260.
- Carlo Labruzzi incisore (1748–1817). Per una catalogo dell’opera. In: Strenna dei Romanisti, ISSN 0391-7878, Jg. 66 (2005), S. 421–432.
- Il „Fondo antico“ di stampe della Biblioteca Apostolica Vaticana. In: Miscellanea Bibliothecae Apostolicae Vaticanae, Jg. 15 (2008), S. 271–301.
- La pianta di Roma di Lievin Cruyl del 1665. In: Mario Bevilacqua (Hrsg.): Piante di Roma dal Rinascimento ai catasti. Artemide, Rom 2012, ISBN 978-88-7575-158-6, S. 212–217.

### Als Herausgeberin
- mit Jorge Mejía und Christine Grafinger: I cardinali bibliotecari di Santa Romana Chiesa. La quadreria nella Biblioteca Apostolica Vaticana. Biblioteca Apostolica Vaticana, Città del Vaticano 2006, ISBN 88-210-0799-5.
- mit Pier Andrea De Rosa: La Via Appia. Nei disegni di Carlo Labruzzi alla Biblioteca Apostolica Vaticana. Biblioteca Apostolica Vaticana, Città del Vaticano 2013, ISBN 978-88-210-0901-3.